# 党以平
党以平（？—？）。字守衡，河南钧州（今禹州）人，明朝政治人物、进士出身。

## 生平
正德五年（1510年）考中举人，正德九年（1514年）登进士，历任户部主事、郎中。嘉靖三年（1524年）大禮議中，參與左順門事件，被廷杖。累官浙江按察司副使，温州兵备，嘉靖九年（1530年）七月升本省布政司右參政，十一年十二月升廣西按察使，嘉靖十二年升浙江右布政使，八月（1533年9月）升任本司左布政使，十三年九月升太僕寺卿，十四年七月升都察院右副都御史、整饬蓟州边备兼巡抚顺天，十七年四月佐理都察院事，十八年六月致仕。在任职都御史时，直言劾奏，不徇私情，后辞官归里。终年八十三岁。赐诏祭文中有“乡称人瑞，国为典型”。

## 家族
父党玫。